# Puchar Top Teams w piłce siatkowej mężczyzn (2001/2002)
Puchar Top Teams 2000/2001 – 2. sezon Pucharu Top Teams (30. sezon wliczając Puchar Europy Zdobywców Pucharów) zorganizowany przez Europejską Konfederację Piłki Siatkowej (CEV) w ramach europejskich pucharów dla męskich klubów siatkarskich.
W sezonie 2001/2002 do udziału w Pucharze Top Teams zgłosiły się 43 drużyny z 32 federacji. Rozgrywki składały się z fazy kwalifikacyjnej, fazy grupowej, ćwierćfinałów oraz turnieju finałowego. W fazie kwalifikacyjnej zespoły rywalizowały w parach w formie dwumeczów. W fazie grupowej drużyny podzielone zostały na sześć grup, w których rozgrywały między sobą po dwa spotkania systemem kołowym. Zwycięzcy poszczególnych grup oraz dwie najlepsze drużyny z drugich miejsc awansowały do ćwierćfinałów, gdzie ponownie w drodze losowania utworzono pary i rozgrywano dwumecze.
Turniej finałowy odbył się w dniach 16-17 marca 2002 roku w hali Polonia w Częstochowie. W ramach turnieju finałowego odbyły się półfinały, mecz o 3. miejsce i finał.
Puchar Top Teams zdobył klub Knack Roeselare, który w finale pokonał SC Espinho. Trzecie miejsce zajęła Galaxia Starter Bank Częstochowa AZS.
W sezonie 2001/2002 Puchar Top Teams był po Lidze Mistrzów pucharem drugiej kategorii w hierarchii europejskich pucharów.

## System rozgrywek
Rozgrywki o Puchar Top Teams w sezonie 2001/2002 składały się z fazy kwalifikacyjnej, fazy grupowej, ćwierćfinałów oraz turnieju finałowego. W rozgrywkach mogły wziąć udział maksymalnie 64 drużyny. Liczba drużyn uczestniczących w fazie kwalifikacyjnej oraz tych bezpośrednio zakwalifikowanych do fazy grupowej zależała od liczby zgłoszonych zespołów. Ostatecznie do rozgrywek zgłosiły się 43 drużyny: 38 trafiło do fazy kwalifikacyjnej, pozostałe bezpośrednio do fazy grupowej.
Losowanie

Losowanie fazy kwalifikacyjnej i fazy grupowej odbyło się 7 lipca 2001 roku w Luksemburgu.
Faza kwalifikacyjna

W fazie kwalifikacyjnej w drodze losowania powstały pary, w ramach których drużyny rozegrały dwumecze. O awansie decydowała większa liczba wygranych setów, a w przypadku tej samej liczby wygranych setów – liczba zdobytych małych punktów. Jeżeli obie drużyny zdobyły taką samą liczbę małych punktów, o awansie decydował lepszy stosunek małych punktów w wygranym przez dany zespół meczu.
Zwycięzcy w parach awansowali do fazy grupowej, natomiast przegrani trafili do II rundy kwalifikacyjnej Pucharu CEV.
Faza grupowa

W fazie gruowej uczestniczyły 24 drużyny. Od fazy grupowej swój udział w rozgrywkach rozpoczęły zespoły z federacji, z których kluby zajęły ostatnie miejsce w grupie w Lidze Mistrzów w sezonie 2000/2001 (tj. z Austrii, Czech, Holandii i Niemiec) oraz zespół z federacji, z której klub osiągnął najlepszy wynik spośród tych, które odpadły w ćwierćfinale poprzedniej edycji Pucharu Top Teams (tj. z Hiszpanii).
Drużyny w drodze losowania podzielone zostały na 6 grup. W każdej grupie rozegrały między sobą po dwa spotkania systemem kołowym (mecz u siebie i rewanż na wyjeździe). Zwycięzcy poszczególnych grup oraz dwa najlepsze zespoły z drugich miejsc uzyskały awans do ćwierćfinałów.
Ćwierćfinały

W ćwierćfinałach w drodze losowania wyłonione zostały pary. Rywalizacja toczyła się na tych samych zasadach co w fazie kwalifikacyjnej.
Turniej finałowy

Turniej finałowy składał się z półfinałów, meczu o 3. miejsce i finału. Pary półfinałowe powstały na podstawie drabinki turniejowej wyłonionej w drodze losowania przed ćwierćfinałami. We wszystkich rundach turnieju finałowego o awansie i medalach decydowało jedno spotkanie.
Federacje, z których kluby uczestniczyły w turnieju finałowym, uzyskały prawo zgłoszenia klubu w Lidze Mistrzów w sezonie 2002/2003.

## Podział miejsc w rozgrywkach
Każda federacja zrzeszona w Europejskiej Konfederacji Piłki Siatkowej (CEV) mogła zgłosić łącznie do Ligi Mistrzów i Pucharu Top Teams maksymalnie dwie drużyny. Na podstawie wyników Ligi Mistrzów i Pucharu Top Temas z poprzedniego sezonu federacje podzielone zostały na trzy kategorie: te, których zespoły osiągnęły najlepsze wyniki w poprzednim sezonie, miały prawo zgłosić dwa kluby do Ligi Mistrzów, federacje z drugiej kategorii mogły zgłosić jeden klub do Ligi Mistrzów i jeden do Pucharu Top Teams, natomiast federacje z trzeciej kategorii – dwa kluby do Pucharu Top Teams i żadnego do Ligi Mistrzów.
Poszczególne federacje mogły zgłosić drużyny według następującego klucza:
- z federacji z kategorii II – zdobywca krajowego pucharu;
- z federacji z kategorii III – mistrz i zdobywca krajowego pucharu.

Jeżeli zdobywca pucharu był jednocześnie mistrzem kraju, wówczas federacja miała prawo zgłosić drużynę, która zajęła drugie miejsce w krajowym pucharze. Krajowa federacja miała prawo złożyć wniosek, by do uczestnictwa w Pucharze Top Teams dopuścić wicemistrza kraju lub zwycięzcę meczu pomiędzy wicemistrzem kraju a zespołem, który zajął drugie miejsce w krajowym pucharze.
Jeżeli w danym państwie nie były organizowane rozgrywki pucharowe, federacja miała prawo zgłosić wicemistrza kraju.
Mistrz kraju lub zdobywca krajowego pucharu, który nie chciał uczestniczyć w Lidze Mistrzów bądź nie spełniał określonych w regulaminie warunków, miał możliwość uczestnictwa w Pucharze Top Teams.
| Kategoria I | Kategoria II                                       | Kategoria III                       |
| --- | -------------------------------------------------- | ----------------------------------- |
| Francja Grecja Rosja Turcja Włochy | Belgia Bułgaria Hiszpania Niemcy Polska Portugalia | pozostałe federacje zrzeszone w CEV |
| Uwaga: Mistrz Portugalii Castêlo da Maia GC nie wykorzystał miejsca przysługującego mu w Lidze Mistrzów i został zgłoszony do Pucharu Top Teams. Jego miejsce w Lidze Mistrzów zajął klub z Austrii. |                                                    |                                     |

## Drużyny uczestniczące
| Federacja                                                                        | Drużyna                                   |
| -------------------------------------------------------------------------------- | ----------------------------------------- |
| Albania                                                                          | Studenti Tirana (L1)                      |
| Albania                                                                          | Teuta Durrës (?)                          |
| Austria                                                                          | VT Tiroler Wasserkraft (P2)               |
| Azerbejdżan                                                                      | Azeroil Baku (L1)                         |
| Belgia                                                                           | Knack Roeselare (P2)                      |
| Białoruś                                                                         | HWK Homel (L1)                            |
| Bośnia i Hercegowina                                                             | OK Kakanj (L1)                            |
| Bośnia i Hercegowina                                                             | OK Bosna Sarajewo (?)                     |
| Bułgaria                                                                         | CSKA Royal Cake Sofia (P2)                |
| Chorwacja                                                                        | HAOK Mladost Zagrzeb (L1)                 |
| Cypr                                                                             | Nea Salamina Famagusta (L1)               |
| Cypr                                                                             | Anorthosis Famagusta (P2)                 |
| Czechy                                                                           | VK Jihostroj České Budějovice (P2)        |
| Dania                                                                            | Aalborg HIK (L1)                          |
| Estonia                                                                          | ESS Falck Pärnu (L1)                      |
| Gruzja                                                                           | VC Tbilisi (L1)                           |
| Izrael                                                                           | Hapoel Jo’aw Kefar Sawa (L1)              |
| Jugosławia                                                                       | Budvanska Rivijera Budva (L1)             |
| Jugosławia                                                                       | Budućnost Podgorička banka (P1)           |
| Luksemburg                                                                       | VC Mamer (L1)                             |
| Łotwa                                                                            | PCSK/LĀSE Rīga (L1)                       |
| Łotwa                                                                            | Poliurs Ozolnieki (L2)                    |
| Macedonia                                                                        | Rabotniczki Fersped Skopje (L1)           |
| Mołdawia                                                                         | Speranța Kiszyniów (L1)                   |
| Norwegia                                                                         | Brøstadbotn IL (P1)                       |
| Polska                                                                           | Galaxia Starter Bank Częstochowa AZS (P2) |
| Portugalia                                                                       | SC Espinho (P1)                           |
| Rumunia                                                                          | Petrom Ploeszti (L1)                      |
| Rumunia                                                                          | Dinamo Bukareszt (?)                      |
| Słowacja                                                                         | Matador Púchov (L2)                       |
| Słowenia                                                                         | Calcit Kamnik (L1)                        |
| Szwajcaria                                                                       | Concordia MTV Näfels (L1)                 |
| Szwajcaria                                                                       | VBC Lutry-Lavaux (P2)                     |
| Szwecja                                                                          | Hylte VBK (L1)                            |
| Ukraina                                                                          | Łokomotyw Charków (L1)                    |
| Ukraina                                                                          | Azot Czerkasy (P1)                        |
| Węgry                                                                            | Kométa Kaposvár SE (L1)                   |
| Węgry                                                                            | Papiron SC Szeged (P1)                    |
| Legenda: Ln – n miejsce w mistrzostwach kraju Pn – n miejsce w krajowym pucharze |                                           |

| Federacja                                                                        | Drużyna                        |
| -------------------------------------------------------------------------------- | ------------------------------ |
| Czechy                                                                           | VK Dukla Liberec (L1)          |
| Hiszpania                                                                        | Numancia Caja Duero Soria (P1) |
| Holandia                                                                         | Piet Zoomers/D Apeldoorn (L1)  |
| Niemcy                                                                           | Bayer Wuppertal (L2)           |
| Portugalia                                                                       | Castêlo da Maia GC (L1)        |
| Legenda: Ln – n miejsce w mistrzostwach kraju Pn – n miejsce w krajowym pucharze |                                |

## Rozgrywki
Wszystkie godziny według czasu lokalnego.

### Faza kwalifikacyjna
| Data                                   | Godz. | Drużyna 1                     | Wynik | Drużyna 2                            | 1     | 2     | 3     | 4     | 5     | Małe punkty | Widzów | *      |
| -------------------------------------- | ----- | ----------------------------- | ----- | ------------------------------------ | ----- | ----- | ----- | ----- | ----- | ----------- | ------ | ------ |
| 08.10.2001                             | 20:00 | VBC Lutry-Lavaux              | 3:0   | VC Tbilisi                           | 25:15 | 25:23 | 25:17 |       |       |             | 300    | raport |
| 09.10.2001                             | 20:00 | VBC Lutry-Lavaux              | 3:0   | VC Tbilisi                           | 25:17 | 25:18 | 25:14 |       |       | 200         | raport |        |
| Oba mecze w Szwajcarii.                |       |                               |       |                                      |       |       |       |       |       |             |        |        |
| 06.10.2001                             | 18:00 | Kométa Kaposvár SE            | 3:0   | Azeroil Baku                         | 25:17 | 25:18 | 25:19 |       |       |             | 350    | raport |
| 14.10.2001                             | 14:00 | Kométa Kaposvár SE            | 3:0   | Azeroil Baku                         | 25:19 | 25:18 | 25:18 |       |       | 800         | raport |        |
| 12.10.2001                             | 17:00 | Hapoel Jo’aw Kefar Sawa       | 0:3   | Matador Púchov                       | 21:25 | 22:25 | 18:25 |       |       |             | 500    | raport |
| 13.10.2001                             | 17:00 | Hapoel Jo’aw Kefar Sawa       | 3:1   | Matador Púchov                       | 24:26 | 25:21 | 25:17 | 26:24 |       | 500         | raport |        |
| Oba mecze na Słowacji.                 |       |                               |       |                                      |       |       |       |       |       |             |        |        |
| 06.10.2001                             | 17:00 | Petrom Ploeszti               | 3:0   | Speranța Kiszyniów                   | 25:16 | 25:15 | 25:20 |       |       |             | 500    | raport |
| 07.10.2001                             | 17:00 | Petrom Ploeszti               | 3:0   | Speranța Kiszyniów                   | 25:19 | 25:22 | 25:21 |       |       | 400         | raport |        |
| Oba mecze w Rumunii.                   |       |                               |       |                                      |       |       |       |       |       |             |        |        |
| 07.10.2001                             | 17:00 | ESS Falck Pärnu               | 3:2   | Łokomotyw Charków                    | 21:25 | 17:25 | 25:20 | 25:20 | 18:16 |             | 630    | raport |
| 13.10.2001                             | 17:00 | ESS Falck Pärnu               | 1:3   | Łokomotyw Charków                    | 22:25 | 25:22 | 20:25 | 21:25 |       | 600         | raport |        |
| 13.10.2001                             | 19:00 | Brøstadbotn IL                | 0:3   | PCSK/LĀSE Rīga                       | 17:25 | 23:25 | 14:25 |       |       |             | 950    | raport |
| 14.10.2001                             | 16:00 | Brøstadbotn IL                | 0:3   | PCSK/LĀSE Rīga                       | 16:25 | 24:26 | 15:25 |       |       | 875         | raport |        |
| Oba mecze na Łotwie.                   |       |                               |       |                                      |       |       |       |       |       |             |        |        |
| 06.10.2001                             | 14:00 | Azot Czerkasy                 | 3:0   | Hylte VBK                            | 25:10 | 25:14 | 25:18 |       |       |             | 188    | raport |
| 07.10.2001                             | 17:00 | Azot Czerkasy                 | 3:2   | Hylte VBK                            | 23:25 | 25:18 | 18:25 | 25:22 | 15:6  | 146         | raport |        |
| Oba mecze w Szwecji.                   |       |                               |       |                                      |       |       |       |       |       |             |        |        |
| 06.10.2001                             | 18:00 | Poliurs Ozolnieki             | 3:1   | HWK Homel                            | 25:22 | 25:17 | 16:25 | 25:22 |       | 180:182     | 350    | raport |
| 13.10.2001                             | 18:00 | Poliurs Ozolnieki             | 1:3   | HWK Homel                            | 20:25 | 21:25 | 25:21 | 23:25 |       | 180:182     | 1200   | raport |
| 13.10.2001                             | 18:00 | Aalborg HIK                   | 1:3   | Concordia MTV Näfels                 | 25:22 | 19:25 | 17:25 | 17:25 |       |             | 600    | raport |
| 14.10.2001                             | 17:00 | Aalborg HIK                   | 1:3   | Concordia MTV Näfels                 | 16:25 | 18:25 | 25:15 | 23:25 |       | 400         | raport |        |
| Oba mecze w Szwajcarii.                |       |                               |       |                                      |       |       |       |       |       |             |        |        |
| 06.10.2001                             | 19:30 | VC Mamer                      | 0:3   | Galaxia Starter Bank Częstochowa AZS | 18:25 | 18:25 | 13:25 |       |       |             | 150    | raport |
| 07.10.2001                             | 20:00 | VC Mamer                      | 0:3   | Galaxia Starter Bank Częstochowa AZS | 20:25 | 16:25 | 16:25 |       |       |             | raport |        |
| Oba mecze w Luksemburgu.               |       |                               |       |                                      |       |       |       |       |       |             |        |        |
| 12.10.2001                             | 20:00 | SC Espinho                    | 3:0   | Studenti Tirana                      | 25:11 | 25:14 | 25:19 |       |       |             | 200    | raport |
| 14.10.2001                             | 17:30 | SC Espinho                    | 3:0   | Studenti Tirana                      | 25:14 | 31:29 | 25:20 |       |       | 350         | raport |        |
| Oba mecze w Portugalii.                |       |                               |       |                                      |       |       |       |       |       |             |        |        |
| 13.10.2001                             | 18:00 | VK Jihostroj České Budějovice | 3:0   | Teuta Durrës                         | 25:12 | 25:14 | 25:11 |       |       |             | 350    | raport |
| 14.10.2001                             | 15:00 | VK Jihostroj České Budějovice | 3:0   | Teuta Durrës                         | 25:5  | 25:17 | 25:13 |       |       | 200         | raport |        |
| Oba mecze w Czechach.                  |       |                               |       |                                      |       |       |       |       |       |             |        |        |
| 13.10.2001                             | 19:00 | OK Kakanj                     | 0:3   | Knack Roeselare                      | 15:25 | 12:25 | 19:25 |       |       |             | 1050   | raport |
| 14.10.2001                             | 19:00 | OK Kakanj                     | 0:3   | Knack Roeselare                      | 14:25 | 21:25 | 21:25 |       |       | 450         | raport |        |
| Oba mecze w Belgii.                    |       |                               |       |                                      |       |       |       |       |       |             |        |        |
| 06.10.2001                             | 19:00 | VT Tiroler Wasserkraft        | 3:1   | Rabotniczki Fersped Skopje           | 25:20 | 25:21 | 23:25 | 25:22 |       |             | 800    | raport |
| 14.10.2001                             | 18:00 | VT Tiroler Wasserkraft        | 0:3   | Rabotniczki Fersped Skopje           | 22:25 | 18:25 | 23:25 |       |       | 2500        | raport |        |
| 13.10.2001                             | 19:00 | Budućnost Podgorička banka    | 3:0   | Anorthosis Famagusta                 | 25:15 | 25:16 | 25:17 |       |       |             | 200    | raport |
| 14.10.2001                             | 19:00 | Budućnost Podgorička banka    | 3:0   | Anorthosis Famagusta                 | 25:17 | 25:23 | 25:23 |       |       | 300         | raport |        |
| Oba mecze na Cyprze.                   |       |                               |       |                                      |       |       |       |       |       |             |        |        |
| 06.10.2001                             | 18:00 | CSKA Royal Cake Sofia         | 2:3   | Dinamo Bukareszt                     | 23:25 | 25:21 | 25:17 | 26:28 | 8:15  |             | 300    | raport |
| 13.10.2001                             | 17:00 | CSKA Royal Cake Sofia         | 0:3   | Dinamo Bukareszt                     | 19:25 | 17:25 | 21:25 |       |       | 400         | raport |        |
| 12.10.2001                             | 19:00 | OK Bosna Sarajewo             | 0:3   | Calcit Kamnik                        | 22:25 | 18:25 | 16:25 |       |       |             | 120    | raport |
| 13.10.2001                             | 19:00 | OK Bosna Sarajewo             | 0:3   | Calcit Kamnik                        | 16:25 | 15:25 | 21:25 |       |       | 200         | raport |        |
| Oba mecze w Słowenii.                  |       |                               |       |                                      |       |       |       |       |       |             |        |        |
| 07.10.2001                             | 19:00 | Nea Salamina Famagusta        | 0:3   | Budvanska Rivijera Budva             | 18:25 | 16:25 | 15:25 |       |       |             | 500    | raport |
| 14.10.2001                             | 18:00 | Nea Salamina Famagusta        | 0:3   | Budvanska Rivijera Budva             | 22:25 | 17:25 | 19:25 |       |       | 1000        | raport |        |
| 05.10.2001                             | 18:00 | HAOK Mladost Zagrzeb          | 3:0   | Papiron SC Szeged                    | 25:15 | 25:14 | 25:21 |       |       |             | 100    | raport |
| 06.10.2001                             | 18:00 | HAOK Mladost Zagrzeb          | 3:1   | Papiron SC Szeged                    | 25:17 | 22:25 | 25:23 | 25:20 |       | 50          | raport |        |
| Oba mecze w Chorwacji.                 |       |                               |       |                                      |       |       |       |       |       |             |        |        |
| Po lewej gospodarze pierwszych meczów. |       |                               |       |                                      |       |       |       |       |       |             |        |        |

### Faza grupowa
awans do ćwierćfinału

#### Grupa 1
Tabela
| Lp. | Drużyna                  | Pkt | Mecze | Mecze | Mecze | Sety | Sety | Sety  | Małe punkty | Małe punkty | Małe punkty |
| Lp. | Drużyna                  | Pkt | M     | W     | P     | wyg. | prz. | ratio | zdob.       | str.        | ratio       |
| --- | ------------------------ | --- | ----- | ----- | ----- | ---- | ---- | ----- | ----------- | ----------- | ----------- |
| 1   | Knack Roeselare          | 11  | 6     | 5     | 1     | 17   | 6    | 2.833 | 545         | 476         | 1.145       |
| 2   | Castêlo da Maia GC       | 10  | 6     | 4     | 2     | 15   | 9    | 1.667 | 552         | 493         | 1.120       |
| 3   | Budvanska Rivijera Budva | 8   | 6     | 2     | 4     | 7    | 16   | 0.438 | 484         | 535         | 0.905       |
| 4   | HAOK Mladost Zagrzeb     | 7   | 6     | 1     | 5     | 7    | 15   | 0.467 | 440         | 517         | 0.851       |

Źródło: CEV (ang.)
Zasady ustalania kolejności: 1. liczba zdobytych punktów; 2. wyższy stosunek setów; 3. wyższy stosunek małych punktów.
Punktacja: zwycięstwo – 2 pkt; porażka – 1 pkt
Wyniki
| Data       | Godz. | Drużyna 1                | Wynik | Drużyna 2                | 1     | 2     | 3     | 4     | 5     | Widzów | *      |
| ---------- | ----- | ------------------------ | ----- | ------------------------ | ----- | ----- | ----- | ----- | ----- | ------ | ------ |
| 05.12.2001 | 18:00 | Budvanska Rivijera Budva | 3:2   | Castêlo da Maia GC       | 25:21 | 19:25 | 21:25 | 25:23 | 15:13 | 1500   | raport |
| 05.12.2001 | 20:30 | Knack Roeselare          | 3:0   | HAOK Mladost Zagrzeb     | 25:14 | 25:13 | 25:12 |       |       | 1150   | raport |
| 12.12.2001 | 18:00 | HAOK Mladost Zagrzeb     | 3:0   | Budvanska Rivijera Budva | 25:20 | 25:15 | 32:30 |       |       | 400    | raport |
| 12.12.2001 | 20:00 | Castêlo da Maia GC       | 3:2   | Knack Roeselare          | 22:25 | 25:19 | 25:23 | 23:25 | 15:11 | 350    | raport |
| 19.12.2001 | 18:00 | Budvanska Rivijera Budva | 1:3   | Knack Roeselare          | 26:28 | 24:26 | 25:17 | 20:25 |       | 1450   | raport |
| 20.12.2001 | 20:00 | Castêlo da Maia GC       | 3:1   | HAOK Mladost Zagrzeb     | 21:25 | 25:20 | 26:24 | 25:21 |       | 250    | raport |
| 09.01.2002 | 18:00 | HAOK Mladost Zagrzeb     | 0:3   | Castêlo da Maia GC       | 11:25 | 17:25 | 16:25 |       |       | 350    | raport |
| 09.01.2002 | 20:30 | Knack Roeselare          | 3:0   | Budvanska Rivijera Budva | 25:22 | 25:19 | 25:18 |       |       | 1200   | raport |
| 16.01.2002 | 18:00 | Budvanska Rivijera Budva | 3:2   | HAOK Mladost Zagrzeb     | 25:23 | 19:25 | 23:25 | 25:18 | 15:9  | 2000   | raport |
| 16.01.2002 | 20:30 | Knack Roeselare          | 3:1   | Castêlo da Maia GC       | 23:25 | 25:23 | 25:17 | 25:23 |       | 1200   | raport |
| 23.01.2002 | 20:00 | Castêlo da Maia GC       | 3:0   | Budvanska Rivijera Budva | 25:15 | 25:16 | 25:22 |       |       | 300    | raport |
| 23.01.2002 | 18:00 | HAOK Mladost Zagrzeb     | 1:3   | Knack Roeselare          | 17:25 | 25:23 | 21:25 | 22:25 |       | 300    | raport |

#### Grupa 2
Tabela
| Lp. | Drużyna                   | Pkt | Mecze | Mecze | Mecze | Sety | Sety | Sety  | Małe punkty | Małe punkty | Małe punkty |
| Lp. | Drużyna                   | Pkt | M     | W     | P     | wyg. | prz. | ratio | zdob.       | str.        | ratio       |
| --- | ------------------------- | --- | ----- | ----- | ----- | ---- | ---- | ----- | ----------- | ----------- | ----------- |
| 1   | Kométa Kaposvár SE        | 11  | 6     | 5     | 1     | 17   | 4    | 4.250 | 519         | 461         | 1.126       |
| 2   | Azot Czerkasy             | 11  | 6     | 5     | 1     | 15   | 7    | 2.143 | 509         | 426         | 1.195       |
| 3   | Numancia Caja Duero Soria | 8   | 6     | 2     | 4     | 8    | 12   | 0.667 | 435         | 452         | 0.962       |
| 4   | VBC Lutry-Lavaux          | 6   | 6     | 0     | 6     | 1    | 18   | 0.056 | 367         | 491         | 0.747       |

Źródło: CEV (ang.)
Zasady ustalania kolejności: 1. liczba zdobytych punktów; 2. wyższy stosunek setów; 3. wyższy stosunek małych punktów.
Punktacja: zwycięstwo – 2 pkt; porażka – 1 pkt
Wyniki
| Data       | Godz. | Drużyna 1                 | Wynik | Drużyna 2                 | 1     | 2     | 3     | 4     | 5     | Widzów | *      |
| ---------- | ----- | ------------------------- | ----- | ------------------------- | ----- | ----- | ----- | ----- | ----- | ------ | ------ |
| 05.12.2001 | 20:00 | Numancia Caja Duero Soria | 3:0   | VBC Lutry-Lavaux          | 25:16 | 25:19 | 25:18 |       |       | 600    | raport |
| 06.12.2001 | 18:00 | Kométa Kaposvár SE        | 3:0   | Azot Czerkasy             | 25:23 | 25:19 | 25:20 |       |       | 400    | raport |
| 11.12.2001 | 20:00 | VBC Lutry-Lavaux          | 1:3   | Kométa Kaposvár SE        | 20:25 | 20:25 | 31:29 | 35:37 |       | 250    | raport |
| 12.12.2001 | 17:00 | Azot Czerkasy             | 3:2   | Numancia Caja Duero Soria | 23:25 | 25:18 | 25:20 | 23:25 | 15:11 | 2000   | raport |
| 19.12.2001 | 18:00 | Kométa Kaposvár SE        | 3:0   | Numancia Caja Duero Soria | 25:18 | 31:29 | 25:19 |       |       | 400    | raport |
| 19.12.2001 | 17:00 | Azot Czerkasy             | 3:0   | VBC Lutry-Lavaux          | 25:20 | 25:9  | 25:15 |       |       | 2000   | raport |
| 08.01.2002 | 20:00 | VBC Lutry-Lavaux          | 0:3   | Azot Czerkasy             | 21:25 | 14:25 | 22:25 |       |       | 200    | raport |
| 09.01.2002 | 20:00 | Numancia Caja Duero Soria | 0:3   | Kométa Kaposvár SE        | 23:25 | 22:25 | 21:25 |       |       | 1000   | raport |
| 16.01.2002 | 20:00 | Numancia Caja Duero Soria | 0:3   | Azot Czerkasy             | 21:25 | 14:25 | 19:25 |       |       | 600    | raport |
| 17.01.2002 | 17:00 | Kométa Kaposvár SE        | 3:0   | VBC Lutry-Lavaux          | 25:15 | 25:20 | 25:15 |       |       | 400    | raport |
| 23.01.2002 | 17:00 | Azot Czerkasy             | 3:2   | Kométa Kaposvár SE        | 25:17 | 23:25 | 25:17 | 23:25 | 15:13 | 2000   | raport |
| 23.01.2002 | 20:00 | VBC Lutry-Lavaux          | 0:3   | Numancia Caja Duero Soria | 21:25 | 16:25 | 20:25 |       |       | 100    | raport |

#### Grupa 3
Tabela
| Lp. | Drużyna              | Pkt | Mecze | Mecze | Mecze | Sety | Sety | Sety  | Małe punkty | Małe punkty | Małe punkty |
| Lp. | Drużyna              | Pkt | M     | W     | P     | wyg. | prz. | ratio | zdob.       | str.        | ratio       |
| --- | -------------------- | --- | ----- | ----- | ----- | ---- | ---- | ----- | ----------- | ----------- | ----------- |
| 1   | SC Espinho           | 11  | 6     | 5     | 1     | 15   | 6    | 2.500 | 494         | 452         | 1.093       |
| 2   | VK Dukla Liberec     | 10  | 6     | 4     | 2     | 12   | 9    | 1.333 | 474         | 460         | 1.030       |
| 3   | Concordia MTV Näfels | 8   | 6     | 2     | 4     | 11   | 13   | 0.846 | 539         | 547         | 0.985       |
| 4   | HWK Homel            | 7   | 6     | 1     | 5     | 6    | 16   | 0.375 | 478         | 526         | 0.909       |

Źródło: CEV (ang.)
Zasady ustalania kolejności: 1. liczba zdobytych punktów; 2. wyższy stosunek setów; 3. wyższy stosunek małych punktów.
Punktacja: zwycięstwo – 2 pkt; porażka – 1 pkt
Wyniki
| Data       | Godz. | Drużyna 1            | Wynik | Drużyna 2            | 1     | 2     | 3     | 4     | 5     | Widzów | *      |
| ---------- | ----- | -------------------- | ----- | -------------------- | ----- | ----- | ----- | ----- | ----- | ------ | ------ |
| 05.12.2001 | 20:00 | Concordia MTV Näfels | 1:3   | HWK Homel            | 25:21 | 17:25 | 23:25 | 21:25 |       | 700    | raport |
| 06.12.2001 | 18:30 | SC Espinho           | 3:0   | VK Dukla Liberec     | 26:24 | 25:13 | 25:22 |       |       |        | raport |
| 11.12.2001 | 18:00 | HWK Homel            | 1:3   | SC Espinho           | 17:25 | 21:25 | 25:17 | 21:25 |       | 1200   | raport |
| 12.12.2001 | 18:00 | VK Dukla Liberec     | 3:2   | Concordia MTV Näfels | 15:25 | 19:25 | 25:19 | 25:20 | 18:16 | 300    | raport |
| 18.12.2001 | 18:00 | HWK Homel            | 0:3   | VK Dukla Liberec     | 20:25 | 18:25 | 19:25 |       |       | 1500   | raport |
| 19.12.2001 | 20:00 | Concordia MTV Näfels | 2:3   | SC Espinho           | 19:25 | 26:24 | 23:25 | 29:27 | 12:15 | 600    | raport |
| 09.01.2002 | 19:00 | SC Espinho           | 3:0   | Concordia MTV Näfels | 25:19 | 26:24 | 25:22 |       |       | 700    | raport |
| 10.01.2002 | 18:00 | VK Dukla Liberec     | 3:1   | HWK Homel            | 25:17 | 25:22 | 24:26 | 25:23 |       | 800    | raport |
| 15.01.2002 | 20:00 | SC Espinho           | 3:0   | HWK Homel            | 25:21 | 25:19 | 25:20 |       |       | 1500   | raport |
| 16.01.2002 | 20:00 | Concordia MTV Näfels | 3:0   | VK Dukla Liberec     | 25:22 | 25:21 | 25:21 |       |       | 300    | raport |
| 23.01.2002 | 18:00 | HWK Homel            | 1:3   | Concordia MTV Näfels | 22:25 | 25:22 | 21:25 | 25:27 |       | 1200   | raport |
| 23.01.2002 | 16:45 | VK Dukla Liberec     | 3:0   | SC Espinho           | 25:18 | 25:18 | 25:23 |       |       | 650    | raport |

#### Grupa 4
Tabela
| Lp. | Drużyna                              | Pkt | Mecze | Mecze | Mecze | Sety | Sety | Sety  | Małe punkty | Małe punkty | Małe punkty |
| Lp. | Drużyna                              | Pkt | M     | W     | P     | wyg. | prz. | ratio | zdob.       | str.        | ratio       |
| --- | ------------------------------------ | --- | ----- | ----- | ----- | ---- | ---- | ----- | ----------- | ----------- | ----------- |
| 1   | Galaxia Starter Bank Częstochowa AZS | 11  | 6     | 5     | 1     | 15   | 7    | 2.143 | 511         | 463         | 1.104       |
| 2   | Piet Zoomers/D Apeldoorn             | 10  | 6     | 4     | 2     | 14   | 8    | 1.750 | 518         | 490         | 1.057       |
| 3   | VK Jihostroj České Budějovice        | 8   | 6     | 2     | 4     | 8    | 16   | 0.500 | 508         | 538         | 0.944       |
| 4   | Calcit Kamnik                        | 7   | 6     | 1     | 5     | 10   | 16   | 0.625 | 548         | 594         | 0.923       |

Źródło: CEV (ang.)
Zasady ustalania kolejności: 1. liczba zdobytych punktów; 2. wyższy stosunek setów; 3. wyższy stosunek małych punktów.
Punktacja: zwycięstwo – 2 pkt; porażka – 1 pkt
Wyniki
| Data       | Godz. | Drużyna 1                            | Wynik | Drużyna 2                            | 1     | 2     | 3     | 4     | 5     | Widzów | *      |
| ---------- | ----- | ------------------------------------ | ----- | ------------------------------------ | ----- | ----- | ----- | ----- | ----- | ------ | ------ |
| 04.12.2001 | 19:30 | Piet Zoomers/D Apeldoorn             | 3:1   | Calcit Kamnik                        | 26:28 | 25:23 | 25:19 | 25:18 |       | 650    | raport |
| 05.12.2001 | 16:30 | VK Jihostroj České Budějovice        | 0:3   | Galaxia Starter Bank Częstochowa AZS | 22:25 | 19:25 | 16:25 |       |       | 800    | raport |
| 11.12.2001 | 19:00 | Calcit Kamnik                        | 3:1   | VK Jihostroj České Budějovice        | 23:25 | 25:21 | 25:18 | 25:19 |       | 250    | raport |
| 11.12.2001 | 17:00 | Galaxia Starter Bank Częstochowa AZS | 3:0   | Piet Zoomers/D Apeldoorn             | 25:23 | 25:21 | 25:22 |       |       | 3000   | raport |
| 18.12.2001 | 17:00 | Galaxia Starter Bank Częstochowa AZS | 3:2   | Calcit Kamnik                        | 25:9  | 20:25 | 30:32 | 25:16 | 15:13 | 2000   | raport |
| 19.12.2001 | 18:00 | VK Jihostroj České Budějovice        | 3:2   | Piet Zoomers/D Apeldoorn             | 23:25 | 26:28 | 25:20 | 25:21 | 15:8  | 600    | raport |
| 09.01.2002 | 20:10 | Calcit Kamnik                        | 2:3   | Galaxia Starter Bank Częstochowa AZS | 25:23 | 19:25 | 25:23 | 24:26 | 14:16 | 800    | raport |
| 09.01.2002 | 19:30 | Piet Zoomers/D Apeldoorn             | 3:1   | VK Jihostroj České Budějovice        | 22:25 | 25:22 | 25:22 | 25:17 |       |        | raport |
| 16.01.2002 | 18:00 | VK Jihostroj České Budějovice        | 3:2   | Calcit Kamnik                        | 25:19 | 25:14 | 22:25 | 18:25 | 15:8  | 520    | raport |
| 16.01.2002 | 19:30 | Piet Zoomers/D Apeldoorn             | 3:0   | Galaxia Starter Bank Częstochowa AZS | 25:18 | 25:23 | 25:17 |       |       |        | raport |
| 23.01.2002 | 18:00 | Galaxia Starter Bank Częstochowa AZS | 3:0   | VK Jihostroj České Budějovice        | 25:19 | 25:22 | 25:22 |       |       | 1500   | raport |
| 23.01.2002 | 19:00 | Calcit Kamnik                        | 0:3   | Piet Zoomers/D Apeldoorn             | 23:25 | 25:27 | 21:25 |       |       |        | raport |

#### Grupa 5
Tabela
| Lp. | Drużyna          | Pkt | Mecze | Mecze | Mecze | Sety | Sety | Sety  | Małe punkty | Małe punkty | Małe punkty |
| Lp. | Drużyna          | Pkt | M     | W     | P     | wyg. | prz. | ratio | zdob.       | str.        | ratio       |
| --- | ---------------- | --- | ----- | ----- | ----- | ---- | ---- | ----- | ----------- | ----------- | ----------- |
| 1   | Bayer Wuppertal  | 11  | 6     | 5     | 1     | 17   | 6    | 2.833 | 535         | 479         | 1.117       |
| 2   | Matador Púchov   | 11  | 6     | 5     | 1     | 15   | 7    | 2.143 | 522         | 471         | 1.108       |
| 3   | PCSK/LĀSE Rīga   | 7   | 6     | 1     | 5     | 9    | 16   | 0.563 | 520         | 572         | 0.909       |
| 4   | Dinamo Bukareszt | 7   | 6     | 1     | 5     | 5    | 17   | 0.294 | 474         | 529         | 0.896       |

Źródło: CEV (ang.)
Zasady ustalania kolejności: 1. liczba zdobytych punktów; 2. wyższy stosunek setów; 3. wyższy stosunek małych punktów.
Punktacja: zwycięstwo – 2 pkt; porażka – 1 pkt
Wyniki
| Data       | Godz. | Drużyna 1        | Wynik | Drużyna 2        | 1     | 2     | 3     | 4     | 5     | Widzów | *      |
| ---------- | ----- | ---------------- | ----- | ---------------- | ----- | ----- | ----- | ----- | ----- | ------ | ------ |
| 05.12.2001 | 19:30 | Bayer Wuppertal  | 2:3   | Matador Púchov   | 25:23 | 25:16 | 17:25 | 21:25 | 10:15 | 350    | raport |
| 06.12.2001 | 18:30 | PCSK/LĀSE Rīga   | 2:3   | Dinamo Bukareszt | 26:28 | 21:25 | 25:19 | 25:13 | 11:15 | 800    | raport |
| 12.12.2001 | 17:00 | Dinamo Bukareszt | 1:3   | Bayer Wuppertal  | 23:25 | 22:25 | 25:22 | 21:25 |       | 500    | raport |
| 12.12.2001 | 17:00 | Matador Púchov   | 3:1   | PCSK/LĀSE Rīga   | 23:25 | 25:21 | 25:18 | 25:20 |       | 350    | raport |
| 19.12.2001 | 19:30 | Bayer Wuppertal  | 3:0   | PCSK/LĀSE Rīga   | 25:16 | 25:23 | 25:16 |       |       | 300    | raport |
| 19.12.2001 | 17:00 | Matador Púchov   | 3:0   | Dinamo Bukareszt | 25:19 | 26:24 | 27:25 |       |       | 400    | raport |
| 08.01.2002 | 18:30 | PCSK/LĀSE Rīga   | 2:3   | Bayer Wuppertal  | 25:23 | 14:25 | 17:25 | 25:19 | 14:16 | 890    | raport |
| 09.01.2002 | 17:00 | Dinamo Bukareszt | 0:3   | Matador Púchov   | 23:25 | 17:25 | 17:25 |       |       | 800    | raport |
| 15.01.2002 | 18:30 | PCSK/LĀSE Rīga   | 1:3   | Matador Púchov   | 25:20 | 22:25 | 14:25 | 21:25 |       | 550    | raport |
| 16.01.2002 | 19:30 | Bayer Wuppertal  | 3:0   | Dinamo Bukareszt | 25:22 | 25:19 | 25:21 |       |       | 350    | raport |
| 23.01.2002 | 17:00 | Matador Púchov   | 0:3   | Bayer Wuppertal  | 27:29 | 26:28 | 19:25 |       |       | 600    | raport |
| 23.01.2002 | 17:00 | Dinamo Bukareszt | 1:3   | PCSK/LĀSE Rīga   | 20:25 | 25:16 | 23:25 | 28:30 |       | 200    | raport |

#### Grupa 6
Tabela
| Lp. | Drużyna                    | Pkt | Mecze | Mecze | Mecze | Sety | Sety | Sety  | Małe punkty | Małe punkty | Małe punkty |
| Lp. | Drużyna                    | Pkt | M     | W     | P     | wyg. | prz. | ratio | zdob.       | str.        | ratio       |
| --- | -------------------------- | --- | ----- | ----- | ----- | ---- | ---- | ----- | ----------- | ----------- | ----------- |
| 1   | Łokomotyw Charków          | 12  | 6     | 6     | 0     | 18   | 7    | 2.571 | 607         | 529         | 1.147       |
| 2   | Budućnost Podgorička banka | 8   | 6     | 2     | 4     | 12   | 13   | 0.923 | 573         | 580         | 0.988       |
| 3   | Petrom Ploeszti            | 8   | 6     | 2     | 4     | 10   | 14   | 0.714 | 537         | 568         | 0.945       |
| 4   | Rabotniczki Fersped Skopje | 8   | 6     | 2     | 4     | 7    | 13   | 0.538 | 452         | 492         | 0.919       |

Źródło: CEV (ang.)
Zasady ustalania kolejności: 1. liczba zdobytych punktów; 2. wyższy stosunek setów; 3. wyższy stosunek małych punktów.
Punktacja: zwycięstwo – 2 pkt; porażka – 1 pkt
Wyniki
| Data       | Godz. | Drużyna 1                  | Wynik | Drużyna 2                  | 1     | 2     | 3     | 4     | 5     | Widzów | *      |
| ---------- | ----- | -------------------------- | ----- | -------------------------- | ----- | ----- | ----- | ----- | ----- | ------ | ------ |
| 04.12.2001 | 17:00 | Petrom Ploeszti            | 3:0   | Rabotniczki Fersped Skopje | 25:16 | 25:22 | 25:21 |       |       | 2200   | raport |
| 04.12.2001 | 17:00 | Łokomotyw Charków          | 3:2   | Budućnost Podgorička banka | 25:27 | 25:23 | 23:25 | 25:21 | 15:7  | 3500   | raport |
| 12.12.2001 | 19:00 | Budućnost Podgorička banka | 3:1   | Petrom Ploeszti            | 31:29 | 30:28 | 23:25 | 25:22 |       | 800    | raport |
| 13.12.2001 | 19:30 | Rabotniczki Fersped Skopje | 0:3   | Łokomotyw Charków          | 20:25 | 19:25 | 31:33 |       |       | 1500   | raport |
| 18.12.2001 | 19:30 | Rabotniczki Fersped Skopje | 3:1   | Budućnost Podgorička banka | 25:20 | 24:26 | 28:26 | 25:23 |       | 1000   | raport |
| 19.12.2001 | 17:00 | Petrom Ploeszti            | 2:3   | Łokomotyw Charków          | 28:26 | 21:25 | 21:25 | 26:24 | 14:16 | 1500   | raport |
| 08.01.2002 | 17:00 | Łokomotyw Charków          | 3:1   | Petrom Ploeszti            | 25:18 | 24:26 | 25:22 | 25:20 |       | 3500   | raport |
| 10.01.2002 | 18:00 | Budućnost Podgorička banka | 3:0   | Rabotniczki Fersped Skopje | 25:22 | 25:23 | 25:22 |       |       | 700    | raport |
| 16.01.2002 | 17:00 | Petrom Ploeszti            | 3:2   | Budućnost Podgorička banka | 26:24 | 15:25 | 25:23 | 17:25 | 15:13 |        | raport |
| 17.01.2002 | 17:00 | Łokomotyw Charków          | 3:1   | Rabotniczki Fersped Skopje | 25:17 | 25:15 | 25:27 | 25:20 |       | 3000   | raport |
| 23.01.2002 | 18:00 | Rabotniczki Fersped Skopje | 3:0   | Petrom Ploeszti            | 25:23 | 25:21 | 25:20 |       |       | 1250   | raport |
| 23.01.2002 | 19:00 | Budućnost Podgorička banka | 1:3   | Łokomotyw Charków          | 25:21 | 16:25 | 21:25 | 19:25 |       | 800    | raport |

### Ćwierćfinały
| Data                                   | Godz. | Drużyna 1                            | Wynik | Drużyna 2          | 1     | 2     | 3     | 4     | 5    | Małe punkty | Widzów | *      |
| -------------------------------------- | ----- | ------------------------------------ | ----- | ------------------ | ----- | ----- | ----- | ----- | ---- | ----------- | ------ | ------ |
| 13.02.2002                             | 17:00 | Łokomotyw Charków                    | 3:1   | Azot Czerkasy      | 25:15 | 13:25 | 25:22 | 25:14 |      |             | 4500   | raport |
| 20.02.2002                             | 17:00 | Łokomotyw Charków                    | 3:1   | Azot Czerkasy      | 21:25 | 25:17 | 25:17 | 25:18 |      | 2000        | raport |        |
| 14.02.2002                             | 19:15 | SC Espinho                           | 3:1   | Bayer Wuppertal    | 23:25 | 25:20 | 25:23 | 25:13 |      |             | 600    | raport |
| 20.02.2002                             | 19:30 | SC Espinho                           | 2:3   | Bayer Wuppertal    | 25:20 | 18:25 | 25:21 | 21:25 | 9:15 | 400         | raport |        |
| 13.02.2002                             | 20:30 | Knack Roeselare                      | 3:0   | Kométa Kaposvár SE | 25:14 | 25:20 | 25:14 |       |      |             | 1300   | raport |
| 19.02.2002                             | 18:00 | Knack Roeselare                      | 3:0   | Kométa Kaposvár SE | 25:19 | 25:19 | 25:19 |       |      | 850         | raport |        |
| 12.02.2002                             | 19:00 | Galaxia Starter Bank Częstochowa AZS | 3:0   | Matador Púchov     | 25:19 | 25:15 | 25:21 |       |      |             | 2500   | raport |
| 20.02.2002                             | 17:00 | Galaxia Starter Bank Częstochowa AZS | 3:1   | Matador Púchov     | 19:25 | 25:15 | 25:20 | 25:22 |      | 450         | raport |        |
| Po lewej gospodarze pierwszych meczów. |       |                                      |       |                    |       |       |       |       |      |             |        |        |

### Turniej finałowy
Miejsce finału: Hala Polonia,  Częstochowa

#### Półfinały
| Data       | Godz. | Drużyna 1         | Wynik | Drużyna 2                            | 1     | 2     | 3     | 4     | 5     | Widzów | *      |
| ---------- | ----- | ----------------- | ----- | ------------------------------------ | ----- | ----- | ----- | ----- | ----- | ------ | ------ |
| 16.03.2002 | 17:30 | Łokomotyw Charków | 2:3   | SC Espinho                           | 25:19 | 14:25 | 20:25 | 25:21 | 10:15 | 3500   | raport |
| 16.03.2002 | 20:00 | Knack Roeselare   | 3:1   | Galaxia Starter Bank Częstochowa AZS | 25:21 | 21:25 | 25:22 | 25:21 |       | 4000   | raport |

#### Mecz o 3. miejsce
| Data       | Godz. | Drużyna 1         | Wynik | Drużyna 2                            | 1     | 2     | 3     | 4     | 5 | Widzów | *      |
| ---------- | ----- | ----------------- | ----- | ------------------------------------ | ----- | ----- | ----- | ----- | - | ------ | ------ |
| 17.03.2002 | 15:30 | Łokomotyw Charków | 1:3   | Galaxia Starter Bank Częstochowa AZS | 25:19 | 23:25 | 23:25 | 14:25 |   | 2500   | raport |

#### Finał
| Data       | Godz. | Drużyna 1  | Wynik | Drużyna 2       | 1     | 2     | 3     | 4     | 5 | Widzów | *      |
| ---------- | ----- | ---------- | ----- | --------------- | ----- | ----- | ----- | ----- | - | ------ | ------ |
| 17.03.2002 | 18:00 | SC Espinho | 1:3   | Knack Roeselare | 23:25 | 25:23 | 18:25 | 17:25 |   | 2300   | raport |

## Klasyfikacja końcowa
| Miejsce | Drużyna                              |
| ------- | ------------------------------------ |
| 1.      | Knack Roeselare                      |
| 2.      | SC Espinho                           |
| 3.      | Galaxia Starter Bank Częstochowa AZS |
| 4.      | Łokomotyw Charków                    |